# Val-de-Livenne
Val-de-Livenne est une commune nouvelle française résultant de la fusion au 1er janvier 2019 des communes de Marcillac et Saint-Caprais-de-Blaye, située dans le département de la Gironde, en région Nouvelle-Aquitaine.

## Géographie

### Communes limitrophes
Les communes limitrophes sont Boisredon, Courpignac, Chamouillac, Souméras, Montendre, Donnezac, Reignac, Saint-Aubin-de-Blaye, Saint-Ciers-sur-Gironde et Saint-Palais.
| Boisredon (Charente-Maritime), Saint-Palais | Courpignac (Charente-Maritime) | Chamouillac (Charente-Maritime), Souméras (Charente-Maritime) |
| Saint-Ciers-sur-Gironde                     | Val-de-Livenne                 | Montendre (Charente-Maritime, par un quadripoint)             |
| Saint-Aubin-de-Blaye                        | Reignac                        | Donnezac                                                      |

### Climat
Pour des articles plus généraux, voir Climat de la Nouvelle-Aquitaine et Climat de la Gironde.
Historiquement, la commune est exposée à un climat océanique aquitain.  
En 2020, Météo-France publie une typologie des climats de la France métropolitaine dans laquelle la commune est exposée à un climat océanique et est dans la région climatique Aquitaine, Gascogne, caractérisée par une pluviométrie abondante au printemps, modérée en automne, un faible ensoleillement au printemps, un été chaud (19,5 °C), des vents faibles, des brouillards fréquents en automne et en hiver et des orages fréquents en été (15 à 20 jours).
Pour la période 1971-2000, la température annuelle moyenne est de 12,9 °C, avec une amplitude thermique annuelle de 14,5 °C. Le cumul annuel moyen de précipitations est de 914 mm, avec 12,4 jours de précipitations en janvier et 6,8 jours en juillet. Pour la période 1991-2020, la température moyenne annuelle observée sur la station météorologique la plus proche, située sur la commune de Pauillac à 18 km à vol d'oiseau, est de 14,0 °C et le cumul annuel moyen de précipitations est de 857,0 mm,. Pour l'avenir, les paramètres climatiques de la commune estimés pour 2050 selon différents scénarios d’émission de gaz à effet de serre sont consultables sur un site dédié publié par Météo-France en novembre 2022.

## Urbanisme

### Typologie
Au 1er janvier 2024, Val-de-Livenne est catégorisée commune rurale à habitat dispersé, selon la nouvelle grille communale de densité à sept niveaux définie par l'Insee en 2022.
Elle est située hors unité urbaine et hors attraction des villes,.

### Risques majeurs
Le territoire de la commune de Val-de-Livenne est vulnérable à différents aléas naturels : météorologiques (tempête, orage, neige, grand froid, canicule ou sécheresse), mouvements de terrains et séisme (sismicité faible). Il est également exposé à un risque technologique, le risque nucléaire. Un site publié par le BRGM permet d'évaluer simplement et rapidement les risques d'un bien localisé soit par son adresse soit par le numéro de sa parcelle.

#### Risques naturels
Les mouvements de terrains susceptibles de se produire sur la commune sont des tassements différentiels.

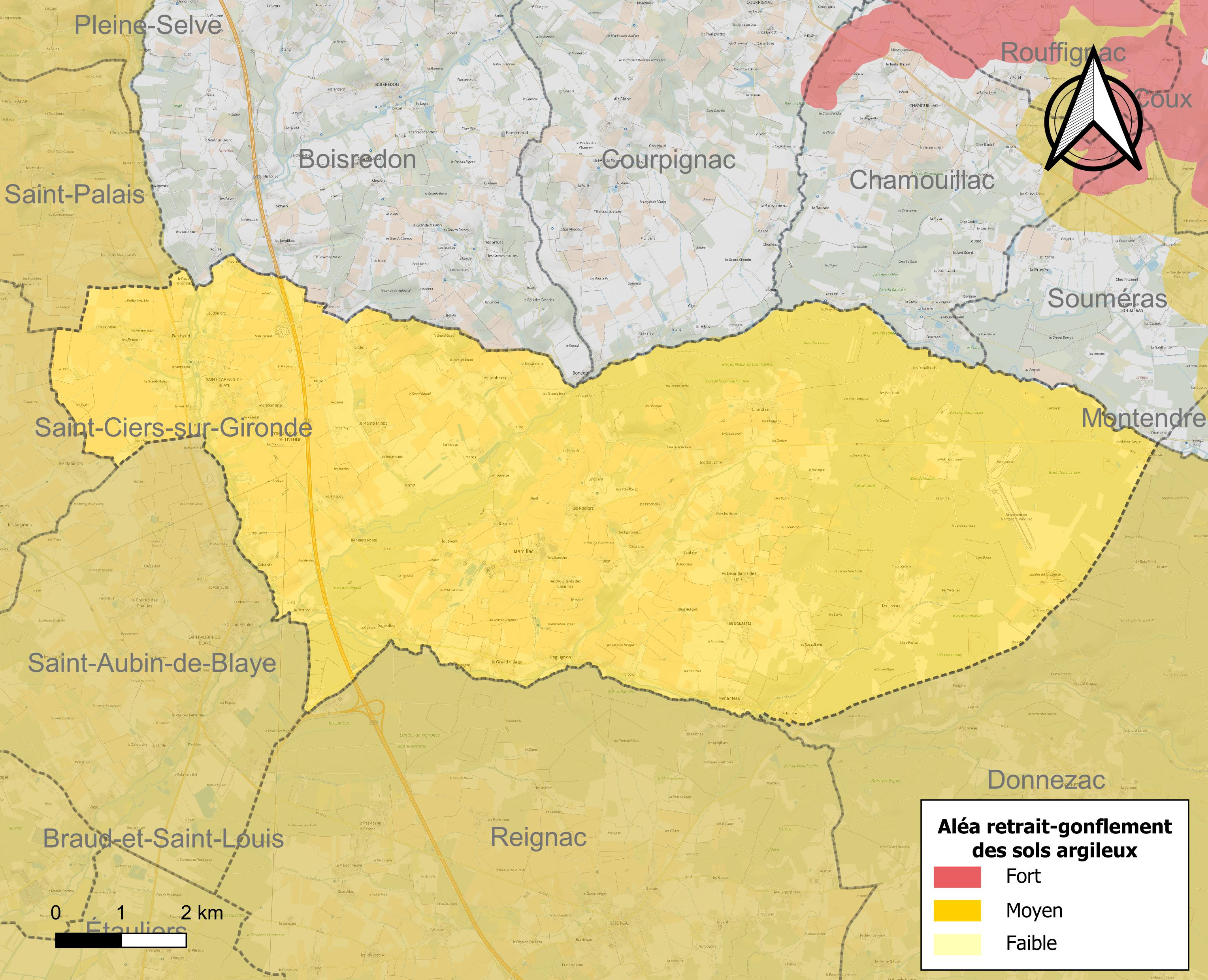
Carte des zones d'aléa retrait-gonflement des sols argileux de Val-de-Livenne.

Le retrait-gonflement des sols argileux est susceptible d'engendrer des dommages importants aux bâtiments en cas d’alternance de périodes de sécheresse et de pluie. 99,8 % de la superficie communale est en aléa moyen ou fort (67,4 % au niveau départemental et 48,5 % au niveau national). Sur les 912 bâtiments dénombrés sur la commune en 2019,  912 sont en aléa moyen ou fort, soit 100 %, à comparer aux 84 % au niveau départemental et 54 % au niveau national. Une cartographie de l'exposition du territoire national au retrait gonflement des sols argileux est disponible sur le site du BRGM,.
La commune a été reconnue en état de catastrophe naturelle au titre des dommages causés par les inondations et coulées de boue survenues en 1982, 1986, 1988, 1993, 1999, 2003, 2008, 2009 et 2018 et par la sécheresse en 1989, 2003, 2005, 2009, 2012 et 2017

#### Risques technologiques
La commune étant située totalement dans le périmètre du plan particulier d'intervention (PPI) de 20 km autour de la centrale nucléaire du Blayais, elle est exposée au risque nucléaire. En cas d'accident nucléaire, une alerte est donnée par différents médias (sirène, sms, radio, véhicules). Dès l'alerte, les personnes habitant dans le périmètre de 2 km se mettent à l'abri. Les personnes habitant dans le périmètre de 20 km peuvent être amenées, sur ordre du préfet, à évacuer et ingérer des comprimés d’iode stable,,.

## Toponymie
La dénomination de la commune est issue de la Livenne, rivière affluente de la Gironde, traversant le territoire de la commune déléguée de Marcillac d'Est en Ouest.

## Histoire
Le 28 septembre 2018, un arrêté préfectoral porte création de la commune au 1er janvier 2019.

## Politique et administration

### Liste des maires
| Période      | Période  | Identité          | Étiquette | Qualité                            |
| ------------ | -------- | ----------------- | --------- | ---------------------------------- |
| janvier 2019 | En cours | Philippe Labrieux | DVG       | employé, ancien maire de Marcillac |

### Communes déléguées
| Nom                            | Code Insee | Intercommunalité | Superficie (km2) | Population (dernière pop. légale) | Densité (hab./km2) |
| ------------------------------ | ---------- | ---------------- | ---------------- | --------------------------------- | ------------------ |
| Saint-Caprais-de-Blaye (siège) | 33380      | CC de l'Estuaire | 5,17             | 589 (2016)                        | 114                |
| Marcillac                      | 33267      | CC de l'Estuaire | 32,23            | 1 150 (2016)                      | 36                 |

## Population et société

### Démographie
L'évolution du nombre d'habitants est connue à travers les recensements de la population effectués dans la commune depuis 2016. Pour les communes de moins de 10 000 habitants, une enquête de recensement portant sur toute la population est réalisée tous les cinq ans, les populations de référence des années intermédiaires étant quant à elles estimées par interpolation ou extrapolation. Pour la commune, le premier recensement exhaustif entrant dans le cadre du nouveau dispositif a été réalisé en 2016.

En 2022, la commune comptait 1 800 habitants, en évolution de +1,75 % par rapport à 2016 (France hors Mayotte : +2,11 %).
| 2016  | 2021  | 2022  |
| ----- | ----- | ----- |
| 1 769 | 1 793 | 1 800 |

## Culture locale et patrimoine

### Lieux et monuments
- Église Saint-Vincent de Marcillac.
- Église Saint-Clair de Saint-Caprais-de-Blaye